# Sufflett

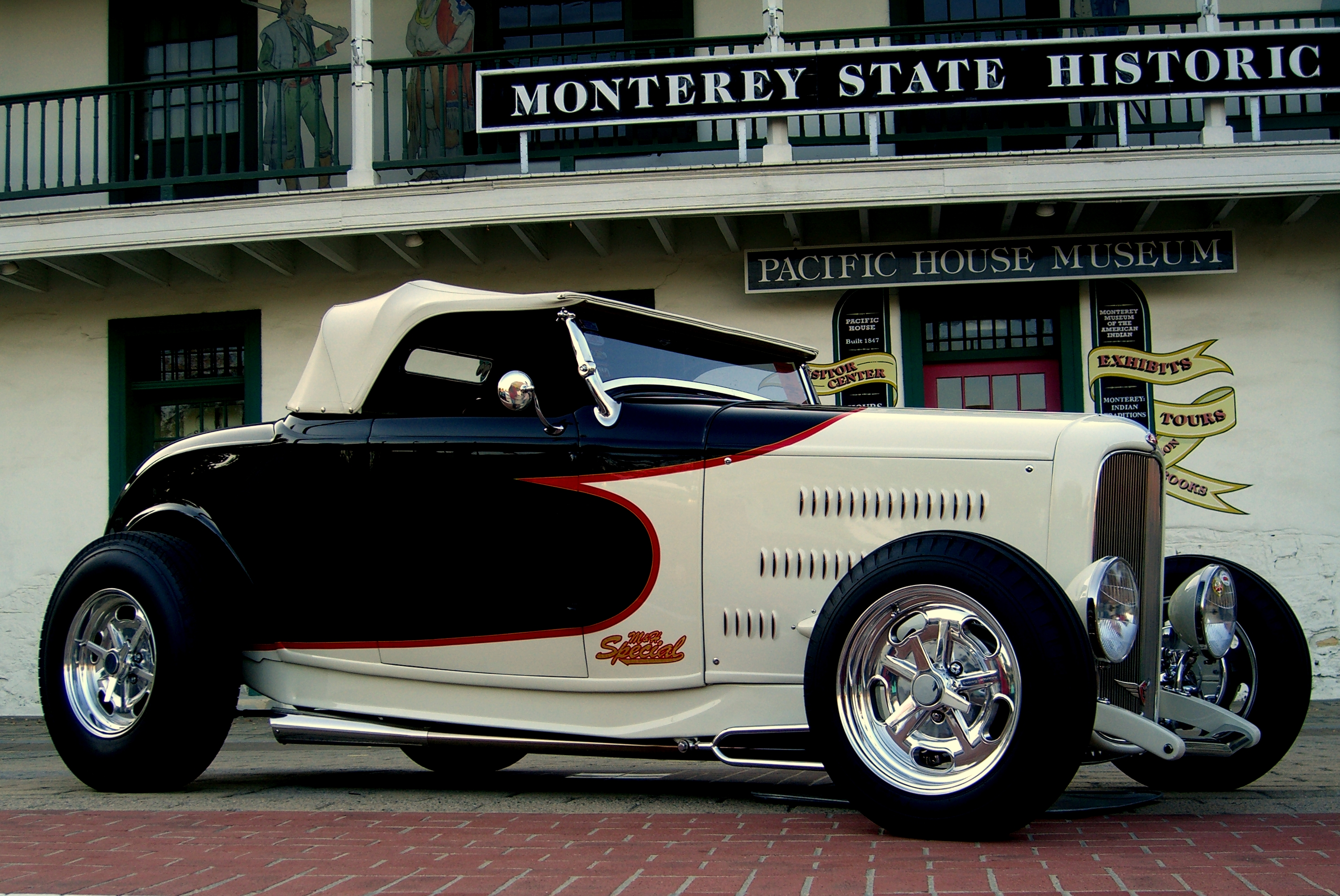
Ford Roadster från 1932 i Hot Rod-utförande med uppfälld sufflett.

En sufflett är ett nedfällbart tak av tyg eller skinn som vanligtvis bärs upp av en metallställning, men ibland av en ställning i trä. Suffletter används på fordon som bilar (i cabriolet- eller roadster-utförande), hästvagnar och barnvagnar.